# WVV Wageningen in het seizoen 1966/67
Het seizoen 1966/1967 was het 13e jaar in het bestaan van de Wageningense betaaldvoetbalclub Wageningen. De club kwam uit in de Tweede divisie en eindigde daarin op de zevende plaats.

## Wedstrijdstatistieken

### Tweede divisie
|       | AGOVV | Baronie | EDO   | Excelsior | Fortuna | Gooiland | Haarlem | Heerenveen | Helmondia '55 | Hermes DVS | Hilversum | HVC   | Limburgia | NOAD  | PEC   | Roda JC | Tubantia | Veendam | FC VVV | Wilhelmina | ZFC   | Zwolsche Boys |
| ----- | ----- | ------- | ----- | --------- | ------- | -------- | ------- | ---------- | ------------- | ---------- | --------- | ----- | --------- | ----- | ----- | ------- | -------- | ------- | ------ | ---------- | ----- | ------------- |
| Thuis | 2 – 1 | 0 – 0   | 4 – 1 | 3 – 1     | 0 – 0   | 2 – 0    | 1 – 0   | 2 – 1      | 1 – 0         | 2 – 0      | 4 – 0     | 1 – 2 | 1 – 0     | 0 – 4 | 2 – 1 | 0 – 2   | 4 – 0    | 1 – 0   | 2 – 0  | 3 – 3      | 1 – 1 | 5 – 0         |
| Uit   | 1 – 1 | 0 – 1   | 2 – 0 | 1 – 0     | 0 – 0   | 1 – 0    | 1 – 0   | 2 – 1      | 1 – 1         | 0 – 0      | 0 – 1     | 2 – 2 | 2 – 1     | 3 – 0 | 5 – 2 | 2 – 2   | 1 – 3    | 2 – 4   | 1 – 1  | 0 – 2      | 2 – 1 | 0 – 3         |

## Statistieken Wageningen 1966/1967

### Eindstand Wageningen in de Nederlandse Tweede divisie 1966 / 1967
| Stand | Gespeeld | Gewonnen | Gelijk | Verloren | Punten | Doelpunten voor | Doelpunten tegen |
| ----- | -------- | -------- | ------ | -------- | ------ | --------------- | ---------------- |
| 7e    | 44       | 21       | 11     | 12       | 53     | 67              | 46               |

### Topscorers
| Competitie \| # \| Naam \| \| \| ---------------- \| -------------------- \| -- \| \| 1. \| Frans van Ernst \| 19 \| \| 2. \| Henny Roelofs \| 13 \| \| 3. \| Marcel Broecks \| 7 \| \| 4. \| Joop van Viegen \| 5 \| \| 4. \| Joop Willems \| 5 \| \| 6. \| Geert Janssen \| 3 \| \| 7. \| Wim van Eijck \| 2 \| \| 7. \| Geurt Jansen \| 2 \| \| 7. \| Henk Janssen \| 2 \| \| 7. \| Cees Loffeld \| 2 \| \| 7. \| Ton van de Weerd \| 2 \| \| 12. \| Rinie van Bruxvoort \| 1 \| \| 12. \| Piet Dielissen \| 1 \| \| 12. \| Eddy Tanis \| 1 \| \| 12. \| Freddy van der Weerd \| 1 \| \| Eigen doelpunten \| \| \| \| – \| Jan Brouwer (ZFC) \| 1 \| \| Totaal \| Totaal \| 67 \| |                      |      |
| # | Naam                 | Goal |
| 1. | Frans van Ernst      | 19   |
| 2. | Henny Roelofs        | 13   |
| 3. | Marcel Broecks       | 7    |
| 4. | Joop van Viegen      | 5    |
| 4. | Joop Willems         | 5    |
| 6. | Geert Janssen        | 3    |
| 7. | Wim van Eijck        | 2    |
| 7. | Geurt Jansen         | 2    |
| 7. | Henk Janssen         | 2    |
| 7. | Cees Loffeld         | 2    |
| 7. | Ton van de Weerd     | 2    |
| 12. | Rinie van Bruxvoort  | 1    |
| 12. | Piet Dielissen       | 1    |
| 12. | Eddy Tanis           | 1    |
| 12. | Freddy van der Weerd | 1    |
| Eigen doelpunten |                      |      |
| – | Jan Brouwer (ZFC)    | 1    |
| Totaal | Totaal               | 67   |

## Voetnoten
AGOVV · Baronie · EDO · Excelsior · Fortuna · Gooiland · Haarlem · Heerenveen · Helmondia '55 · Hermes DVS · Hilversum · HVC · Limburgia · NOAD · PEC · Roda JC · Tubantia · Veendam · FC VVV · Wageningen · Wilhelmina · ZFC · Zwolsche Boys